# Владе Јовановић
Владимир Владе Јовановић (Чачак, 4. јул 1973) бивши је српски кошаркаш, а садашњи кошаркашки тренер. Тренутно је главни тренер Спартака из Суботице.

## Биографија
Играо је кошарку за све млађе селекције и први тим Железничара и Борца из Чачка.
У периоду од 1997–2005. био је тренер млађих селекција Борца, Земуна и Партизана. Од 2005. године је био помоћни тренер Партизана.
Као помоћник Душка Вујошевића, Јовановић је пет пута био шампион Србије, четири пута је био првак регионалне Јадранске лиге и три пута је освојио Куп Радивоја Кораћа.
Јовановић је 2009. године постао тренер јуниорске кошаркашке репрезентације Србије. Са јуниорима је 2009. на првенству Европе у Француској освојио златну медаљу, док је 2010. године на првенству Европе у Литванији
освојио четврто место.
У јуну 2010, након одласка Душка Вујошевића, Јовановић је именован за главног тренера Партизана. Провео је у клубу наредне две сезоне и освојио је две титуле шампиона Србије, један шампионски прстен регионалне Јадранске лиге и два трофеја Купа Радивоја Кораћа.
Током лета 2012. преузео је украјински Доњецк. Међутим због слабих резултата отпуштен је већ у октобру исте године.
У јануару 2014. постављен је за тренера Игокее. Са клубом из Александровца постао је шампион Босне и Херцеговине за сезону 2013/14. У новембру 2014. је напустио Игокеу.
Као тренер репрезентације Србије до 18 година освојио је златну медаљу на Европском првенству 2017. године у Словачкој. Јовановић је тако поновио успех који је остварио осам година раније са истом селекцијом.
У августу 2018. је почео да ради као помоћни тренер Саши Обрадовићу у Локомотиви Кубањ. Након што је Обрадовић у новембру 2018. раскинуо уговор са Локомотивом, Јовановић преузима место првог тренера. Добио је отказ у марту 2019. године, након што није успео да се пласира у полуфинале Еврокупа. У моменту отказа клуб се у ВТБ лиги налазио на четвртом месту са 13 победа и шест пораза.
Јовановић је 1. јуна 2020. постављен за тренера Меге. У његовој првој сезони клуб је заузео 6. место у Јадранској лиги, уз пласмане у финале Купа Радивоја Кораћа и прво финале плеј-офа Суперлиге у клупској историји. У другој сезони клуб је заузео 10. место у Јадранској лиги, након чега је са додатно подмлађеном екипом у Суперлиги први део плеј-офа завршен без пораза, док је у полуфиналу Црвена звезда остварила пласман у финале тек после одигране мајсторице. Јовановић је напустио Мегу по окончању такмичарске 2021/22.
У јулу 2022. је постављен за тренера подгоричке Будућности. Смењен је са те функције у априлу наредне године. У новембру 2023. године постављен је за тренера суботичког Спартака.

## Успеси

### Клупски
- Партизан:
  - Јадранска лига (1): 2010/11.
  - Првенство Србије (2): 2010/11, 2011/12.
  - Куп Радивоја Кораћа (2): 2011, 2012.

- Игокеа:
  - Првенство Босне и Херцеговине (1): 2013/14.

- Будућност:
  - Куп Црне Горе (1): 2022.

- Спартак Суботица:
  - Друга Јадранска лига (1): 2023/24.

### Репрезентативни
- Европско првенство до 18 година:  2009, 2017.